# Beerescourt
Beerescourt est une banlieue de l’ouest de la cité de Hamilton, située dans l’île du Nord de la Nouvelle-Zélande.

## Toponymie
La banlieue est dénommée d’après le capitaine G. B. Beere, qui reçut des terres dans le cadre de la colonisation à l’issue des guerres maories. Il y installa un fort, et le secteur devint connu sous le nom de Beere's Fort.
Le nom fut ensuite changé en Beerescourt.

## Situation
Elle est limitée au nord par la banlieue de Te Rapa, au nord-est par celle de Queenwood, à l’est par Fairfield, au sud-est par la ville de Claudelands, au sud par Whitiora et à l’ouest par Nawton.

## Gouvernance
La banlieue devint ensuite une partie de la ville de Hamilton en 1949 avec la 5e extension des limites de la ville. 
La banlieue est centrée sur une colline peu élevée, qui est la localisation initiale du fort et siège entre le trajet de la route State Highway 1 et le fleuve Waikato donnant un accès facile au CBD de Hamilton et au chemin de la rive du fleuve. La colline et la zone de la berge du fleuve donnent une bonne vue en hauteur.
Il y a un petit centre commercial local ainsi qu’un accès rapide à des magasins situés le long du détroit de Te Rapa.

## Population
Beerescourt comptait 3 189 habitants en 2013.